# Giuseppe Pittano
Giuseppe Pittano (Casola Valsenio, 6 agosto 1921 – Bologna, 16 agosto 1995) è stato un linguista, giornalista, partigiano e scrittore italiano.

## Biografia
Originario di una famiglia di modesta condizione (era figlio di un oste) e vissuto in un piccolo paese dell'Appennino romagnolo, lontano dai grandi centri, si laurea in lettere all'Università di Bologna. Frequenta poi il corso di perfezionamento in filologia romanza nella stessa Università nonché corsi di studio e aggiornamento in diverse università europee (Parigi, Heidelberg, Monaco).
Insegna materie letterarie ed è preside nelle scuole medie, nei licei e docente di Didattica del latino presso la Facoltà di Magistero dell'Università di Bologna.
Giornalista pubblicista, è stato autore di oltre un migliaio di articoli, apparsi sulla stampa italiana e straniera. Per la Radio della Svizzera Italiana ha tenuto due corsi: Il latino intorno a noi (1976-77) e L'italiano oggi (1978-79).
Molto attiva la sua collaborazione con la Rai: oltre alle trasmissioni radiofoniche Parole e I parlari dell'Emilia-Romagna (questa in collaborazione con N. Zerbinati), si ricorda il film documento Memorie d'amore, girato e ambientato nel suo paese natale, Casola Valsenio (Appennino romagnolo). 
Ha collaborato al quotidiano Il Sole-24 ore con "Passaparola", la prima rubrica di economia linguistica in Italia e all'estero.

## Opere principali
- Elementa (in collaborazione con A. Ghiselli), voll.4, 1957;
- Dizionario Latino-Italiano e Italiano-Latino, 1965;
- Latino lingua viva (in collaborazione con G.C. Codrignani), voll. 2, 1965;
- Tutto su Gerusalemme biblica (in collaborazione con O. Alberti, M. Avi-Yonah, C. Barbieri, E.J. Rickerman, P. Colella, K.M. Kanyon, M. Liberanome, A. Neppi Modona, E. Pax, A. Ravenna, C. Rinaldi, C. Roth, P.J. Spijkerman, P. Treves), 1970;
- Grammatica Italiana, 1972;
- Oggi ieri oggi, 1977;
- Dizionario elementare, 1977;
- Educazione alla lingua, 1978;
- Didattica del latino, 1978;
- Bidizionario linguistico grammaticale, 1981;
- Lingua, espressione e comunicazione, 1983;
- La comunicazione linguistica, 1983;
- Ieri in Emilia-Romagna, dialetti, tradizioni, curiosità (in collaborazione con N. Zerbinati), 1984;
- Dizionario inglese di base (in collaborazione con G. Ragazzini, N. Zerbinati, G. Mascellani), 1984; - A libro aperto (in collaborazione con A. Vecchione), 1985;
- Pagine per tre anni (in collaborazione con A. Vecchione), 1985;
- Le nuove parole italiane, 1986;
- I segreti per scrivere bene, 1986;
- Sinonimi e contrari, dizionario fraseologico delle parole equivalenti, analogiche e contrarie, 1987;
- La lingua italiana oggi, 1988;
- Frase fatta capo ha. Dizionario dei modi di dire, proverbi e locuzioni, 1992;
- Così si dice (e si scrive). Dizionario grammaticale e degli usi della lingua italiana, 1993;
- Il mio primo dizionario di italiano illustrato, 1994.

Giuseppe Pittano ha inoltre diretto l'edizione italiana delle collane Libri zero (5 voll.) e Libri uno (25 voll.) della Mac Donald and Company, 1973.